# トリアムテレン
トリアムテレン（Triamterene）とはカリウム保持性利尿薬の一つである。高血圧や浮腫の治療にループ利尿薬やチアジド系利尿薬と併用される。経口投与で急速に吸収され、血清蛋白と50%程度結合する。腎臓では糸球体濾過と近位尿細管からの分泌により排泄される。腎上皮に存在するNa+チャネルを阻害することによりK+保持性に利尿作用を示す。商品名トリテレン。海外ではヒドロクロロチアジドとの合剤がある。

## 効能・効果
高血圧症（本態性、腎性等）、心性浮腫（鬱血性心不全）、腎性浮腫、肝性浮腫

## 禁忌
以下の患者には禁忌とされている。
- 無尿の患者
- 急性腎不全の患者
- 高カリウム血症の患者
- 腎結石およびその既往歴のある患者
- インドメタシンまたはジクロフェナクを投与中の患者
- テルフェナジンまたはアステミゾールを投与中の患者

トリアムテレンが腎血流量を低下させるので、代償性にプロスタグランジンの生合成が増加する。インドメタシンなどのプロスタグランジン合成阻害薬はこれを阻害して腎不全を誘導するので併用してはならない。

## 慎重投与
以下の患者に投与する場合は副作用の発生に注意しながら慎重に投与する必要がある。
- 重篤な冠硬化症または脳動脈硬化症のある患者
- 重篤な腎障害のある患者
- 肝疾患・肝機能障害のある患者
- 減塩療法を受けている患者
- 高齢者
- 乳児
- 葉酸欠乏または葉酸代謝異常のある患者
- 非ステロイド性消炎鎮痛剤（インドメタシン、ジクロフェナクを除く）を投与中の患者
- ACE阻害剤またはカリウム製剤を投与中の患者

## 副作用
添付文書には重大な副作用として急性腎不全（0.1%未満）が記載されている。
そのほか、0.1%以上に電解質異常、食欲不振、悪心、嘔吐、口渇、下痢、眩暈、頭痛、倦怠感、疲労感が発生する。
トリアムテレンは尿細管内で結晶が析出したりシュウ酸カルシウムの結晶化を促進させたりするので尿路結石を生じることがある。
トリアムテレン服用後、尿が青白色の蛍光を帯びることがある:6。

## 作用機序
トリアムテレンは腎臓の集合管に局在する上皮性ナトリウムチャネル（ENaC）を直接阻害する。サイアザイド系利尿薬は集合管の前の遠位尿細管でナトリウム吸収を阻害するので原尿中ナトリウム濃度が高く、集合管でのENaC経由のナトリウム－カリウムの交換が亢進するが、トリアムテレンはこれを阻害する。

## ヒドロクロロチアジドとの併用
トリアムテレンは高血圧および浮腫の治療においてヒドロクロロチアジドと併用されることが多い。この組み合わせは不要なナトリウムを排泄するのに効率的である。

## メニエール病の治療
無作為化比較試験の結果が存在しないにもかかわらず、トリアムテレンとヒドロクロロチアジドの組み合わせがメニエール病の治療に用いられる

## 種類
- カプセル50mg